# Kontrakt (film)
Kontrakt (v anglickém originále The Contract) je americko-německý kriminální film z roku 2006. Režisérem filmu je Bruce Beresford. Hlavní role ve filmu ztvárnili John Cusack, Jamie Anderson, Morgan Freeman, Megan Dodds a Jonathan Hyde.

## Obsazení
| John Cusack    | Ray Keene    |
| Jamie Anderson | Chris Keene  |
| Morgan Freeman | Frank Carden |
| Megan Dodds    | Sandra       |
| Jonathan Hyde  | Turner       |
| Corey Johnson  | Davis        |
| Alice Krige    | Miles        |
| Ian Shaw       | Michaels     |